# جمعية مهنيي علوم وتكنولوجيا الهندسة في ألبرتا
جمعية مهنيي علوم وتكنولوجيا الهندسة في ألبرتا (بالإنجليزية: Association of Science and Engineering Technology Professional of Alberta وتعرف اختصارا بأسيت ASET)‏ هي جمعية غير ربحية ذات استقلالية تعمل في مقاطعة ألبرتا الكندية. هي جمعية مهنية تهتم بدعم العاملين في مجالات الهندسة والعلوم التطبيقية والفنيين والتقنيينالمهنين من العاملين في الصناعات والتعليم والمعاهد التربوية والمؤسسات العامة والحكومية. تقوم الجمعية بتقييم مؤهلات الأفراد الذين يتقدمون بطلب الشهادات وتصدق على مستواهم وتصدر بيانات توثق مهنيتهم وفقا لتحصيلهم. كما تقوم بالدفاع عن المهنة أمام الجهات الحكومية وأمام العامة. وتوفر لأاعضائها العديد من الحدمات والمنافع المتعلقة بمهنهم.

## الشهادات التي تصدرها
يقوم مجلس خاص مؤلف من مهنيين بالتحقق من متقدمي بطلبات الحصول على الشهادات وتسجل مهنيي وفنيي الهندسة والعلوم التطبيقية الذين يستفون الشروط القياسية من جهتي الخبرة والتربية.
تقدم الجمعية الشهادات التالية:https://ar.wikipedia.org/wiki/%D8%AC%D9%85%D8%B9%D9%8A%D8%A9_%D9%85%D9%87%D9%86%D9%8A%D9%8A_%D8%B9%D9%84%D9%88%D9%85_%D9%88%D8%AA%D9%83%D9%86%D9%88%D9%84%D9%88%D8%AC%D9%8A%D8%A7_%D8%A7%D9%84%D9%87%D9%86%D8%AF%D8%B3%D8%A9_%D9%81%D9%8A_%D8%A3%D9%84%D8%A8%D8%B1%D8%AA%D8%A7
- فني معتمد (بالإنجليزية: }Certified Tenician  ويختصر بـ سي تك (C.Tech))‏
- تقني هندسة معتمد (بالإنجليزية: Certified Engineering Technologist)‏
- تقني اختصاصي - هندسة (بالإنجليزية: Professional Technologist - Engineering)‏.

كما تقدم أنواع مختلفة من العضوية، منها:
- طالب: وتمنح لطلاب السنة النهائية الذين يدرسون في معهد تقني معترف به في ألبرتا.
- فني أو تقني متدرب (TT، تي تي): وتمنح لخريجي المعاهد التقنية المعترف بها في ألبرتا والذين لم يحصلوا على الخبرة العملية اللازمة.
- تقني تكنولوجيا مسجل (RET، أر أي تي): وهي أعلى رتبة وتمنح لمن حصلوا على خبرة عملية. وهي ملحوظة في ألبرتا إلا أنها لم تعد تمنح لأحد.

## مواقع خارجية
- موقع الجمغية الرسمي
- مهنيي التكنولوجيا الكندية (TPC)